# Meron Russom
Meron Russom Alem (Asmara, 12 maart 1987) is een Eritrees wielrenner die van 2012 tot juni 2014 uitkwam voor MTN-Qhubeka.

## Belangrijkste overwinningen
2010
 Afrikaans kampioen ploegentijdrit, Elite (met Ferekalsi Debesay, Daniel Teklehaimanot en Tesfai Teklit)
2011
2e etappe Ronde van Eritrea
Eindklassement Ronde van Eritrea
2013
 Afrikaans kampioen ploegentijdrit, Elite (met Natnael Berhane, Daniel Teklehaimanot en Meron Teshome)

## Resultaten in voornaamste wedstrijden
| Jaar | Ronde van Lombardije |  | WK op de weg |
| ---- | -------------------- |  | ------------ |
| 2013 | opgave               |  | opgave       |
| 2014 |                      |  |              |

Abraha · Beneke · Brown · Debesay · Grmay · J.Janse van Rensburg · R.Janse van Rensburg · Jim · Nel · Niyonshuti · Petrus · Potgieter · Russom · Tewelde · van Niekerk · Venter · Wesemann
Ciolek · Debesay · Grmay · Janse van Rensburg · Jim · Konovalovas · Meintjes · Niyonshuti · Pardilla · Potgieter · Reguigui · Reimer · Russom · Sbaragli · Stauff · Tewelde · Thomson · van Niekerk · Venter · Wesemann · van Zyl
Augustyn · Ciolek · Debesay · Dougall · Gerdemann · Grmay · Janse van Rensburg · Jim · Konovalovas · Kudus · Meintjes · Niyonshuti · Pardilla · Potgieter · Reguigui · Reimer · Russom · Sbaragli · Stauff · Teklehaimanot · Tewelde · Thomson · van Niekerk · Venter · Wesemann · van Zyl · Hník (stagiair)